# Danh sách chuyến lưu diễn có doanh thu cao nhất

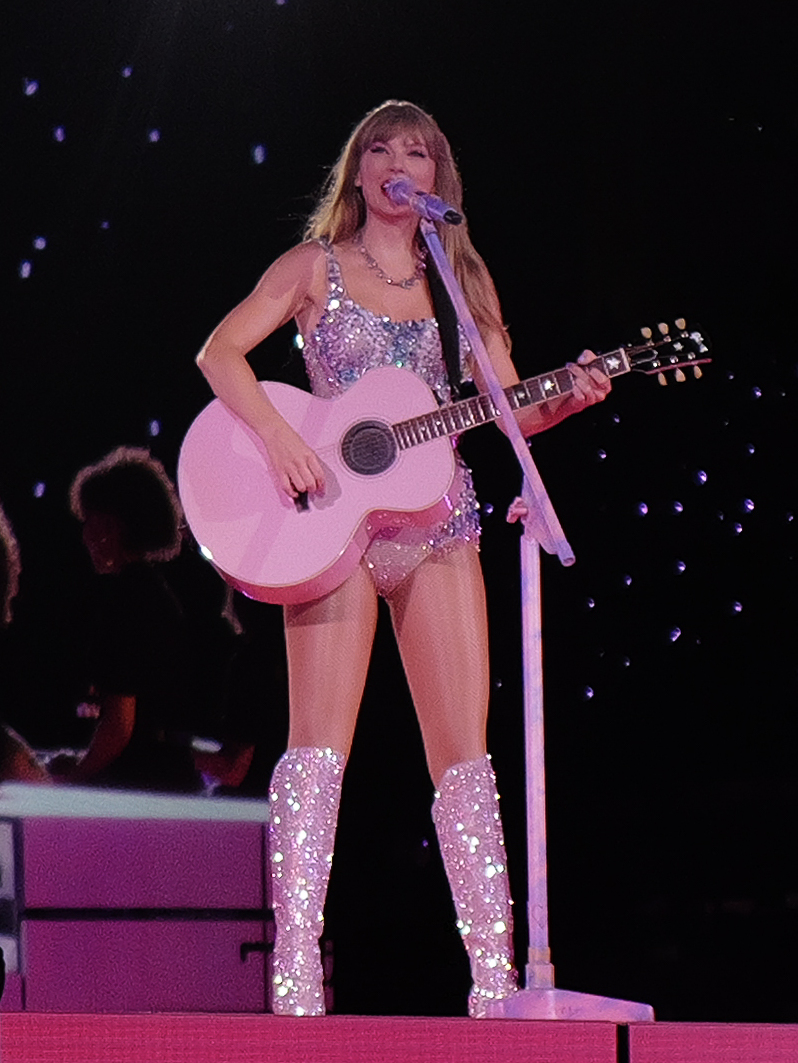
The Eras Tour của Taylor Swift là chuyến lưu diễn có doanh thu cao nhất mọi thời đại.

Dưới đây là danh sách các chuyến lưu diễn đạt tổng doanh thu cao nhất từ trước đến nay. Dữ liệu và thứ hạng phần lớn đến từ các ấn phẩm thương mại Billboard  và Pollstar. Billboard bắt đầu công bố bảng xếp hạng doanh thu của các chuyến lưu diễn từ năm 1975 thông qua tạp chí con Amusement Business, và bắt đầu bao gồm bảng xếp hạng này trong tạp chí chính của mình từ ngày 3 tháng 10 năm 1981. Pollstar bắt đầu báo cáo số liệu doanh thu phòng vé từ ngày 29 tháng 11 năm 1981, nhưng không ghi lại nhiều dữ liệu về các chuyến lưu diễn trước năm 2000. Đầu thế kỷ 21, doanh thu của các chuyến lưu diễn tăng vọt trong bối cảnh doanh thu bán đĩa sụt giảm và các nghệ sĩ bắt đầu dựa vào việc lưu diễn để tạo ra thu nhập.
Theo các báo cáo, các chuyến lưu diễn đầu tiên đạt doanh thu 100 triệu đô-la là Bad World Tour của Michael Jackson và A Momentary Lapse of Reason Tour của Pink Floyd, đều diễn ra từ năm 1987 đến năm 1989. 
Năm 2023, The Eras Tour của Taylor Swift trở thành chuyến lưu diễn đầu tiên đạt doanh thu 1 tỉ đô-la theo ước tính của Pollstar. Năm 2024, Music of the Spheres World Tour của Coldplay trở thành chuyến lưu diễn đầu tiên đạt doanh thu 1 tỉ đô-la theo số liệu doanh thu chính thức. Sau khi The Eras Tour kết thúc vào tháng 12 năm 2024, doanh thu của chuyến lưu diễn được chính thức công bố là hơn 2,07 tỉ đô-la; đây là chuyến lưu diễn đầu tiên đạt mốc doanh thu này.
Mặc dù ngành công nghiệp lưu diễn chủ yếu được thống trị bởi các ban nhạc và nam ca sĩ thuộc thể loại rock, vẫn có nhiều chuyến lưu diễn có doanh thu cao nhất thuộc về các nghệ sĩ nhạc pop như Swift, Ed Sheeran, Harry Styles, Beyoncé, Pink và Madonna, cũng như ca sĩ nhạc đồng quê Garth Brooks. The Rolling Stones đã ba lần lập kỷ lục chuyến lưu diễn có doanh thu cao nhất mọi thời đại (trong các năm 1990, 1995 và 2006); chuyến lưu diễn Voodoo Lounge Tour của nhóm giữ kỷ lục này trong 11 năm (1995–2006), dài hơn bất cứ chuyến lưu diễn nào khác ở cùng vị trí. Nhóm là nghệ sĩ duy nhất có chuyến lưu diễn đạt doanh thu cao nhất trong hai thập kỷ, bao gồm thập niên 1990 và thập niên 2000. U2 đã tám lần có chuyến lưu diễn đạt doanh thu cao nhất năm, nhiều lần hơn bất cứ nghệ sĩ nào khác.

## Danh sách chuyến lưu diễn có doanh thu cao nhất mọi thời đại
| † | Chuyến lưu diễn vẫn đang diễn ra                             |
| * | Chuyến lưu diễn có các buổi diễn trong hai thập kỷ khác nhau |

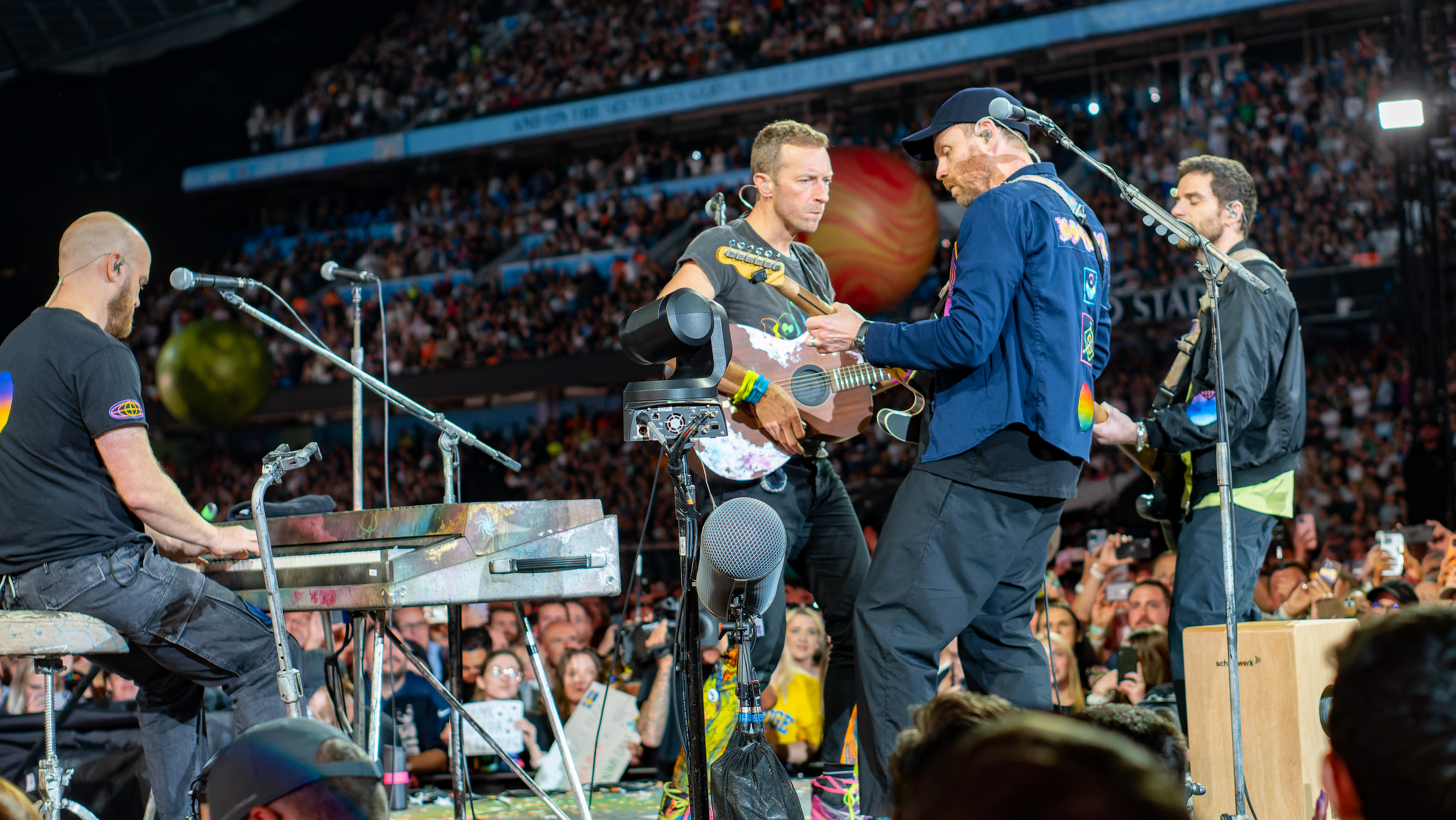
Coldplay trong chuyến lưu diễn Music of the Spheres World Tour
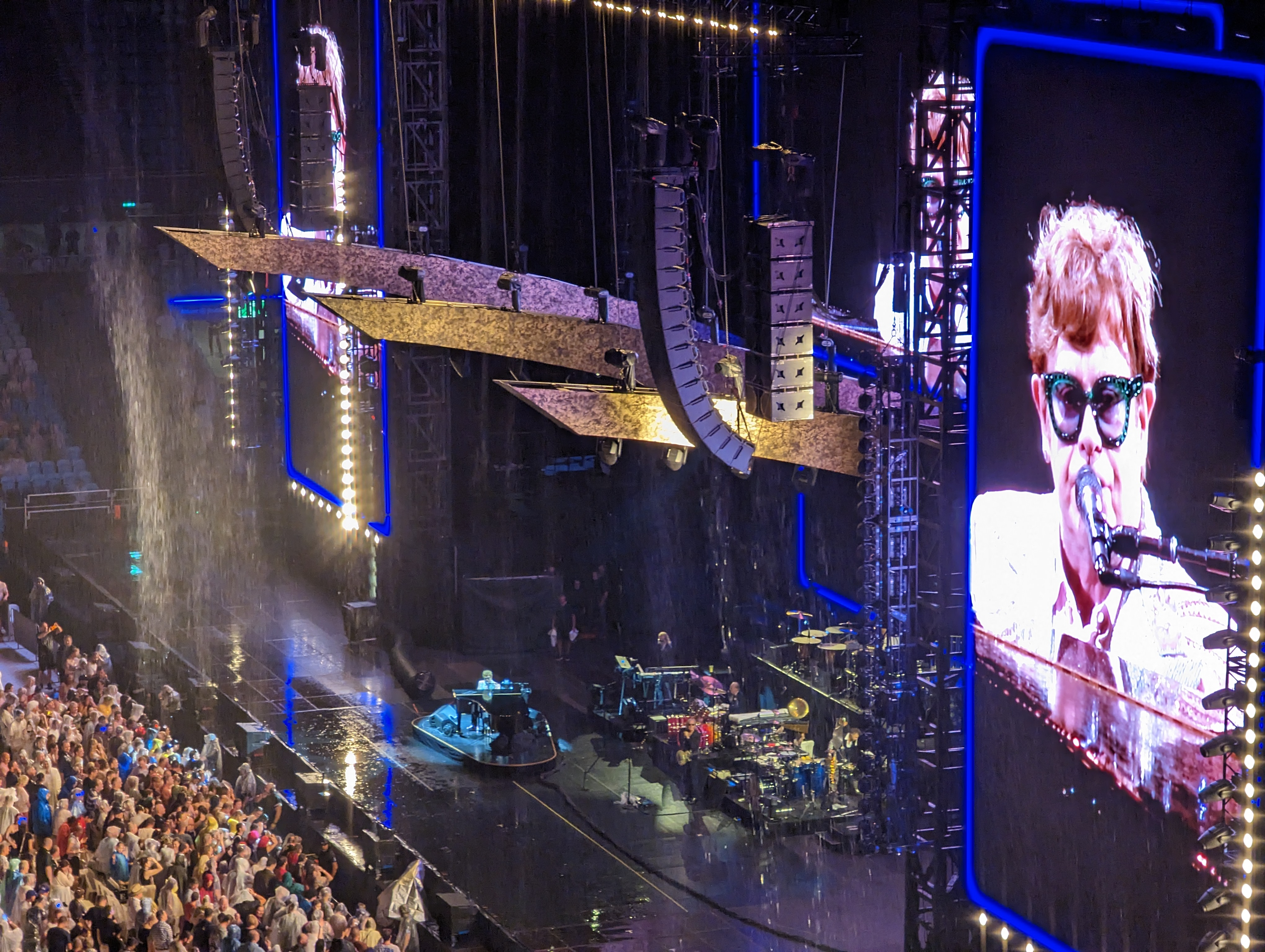
Elton John trong chuyến lưu diễn Farewell Yellow Brick Road
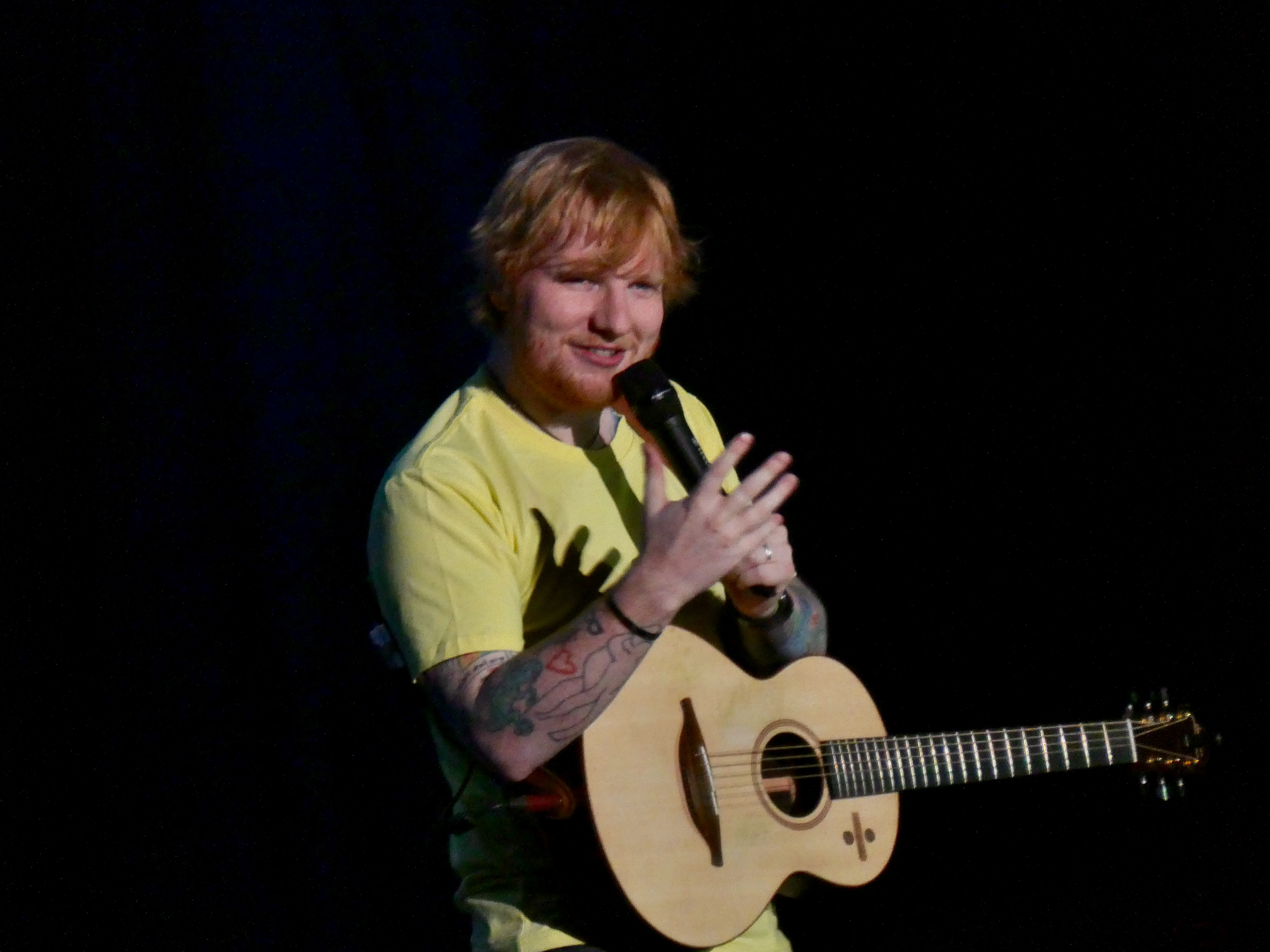
Ed Sheeran trong chuyến lưu diễn ÷ Tour
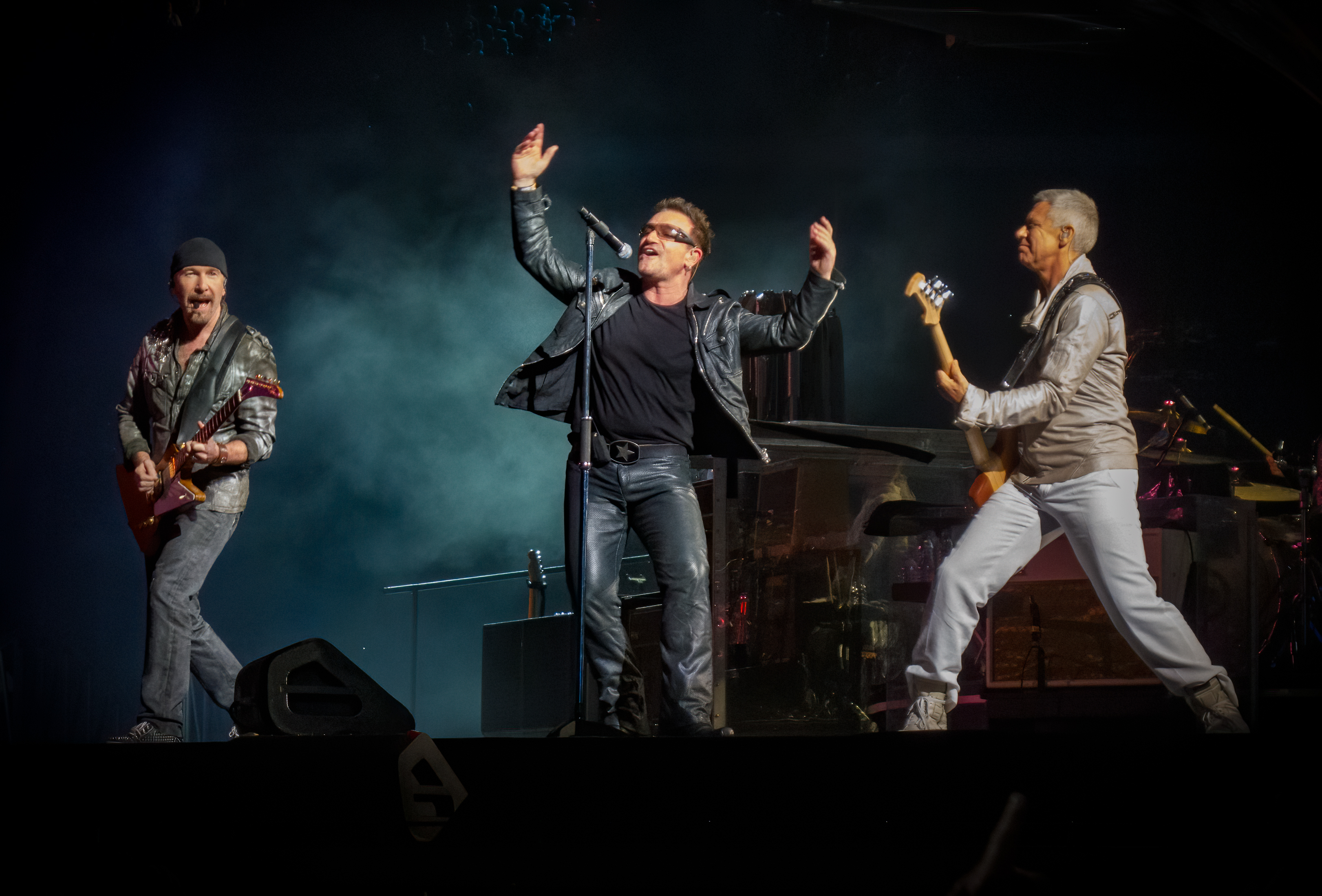
U2 trong chuyến lưu diễn 360° Tour

| Thứ hạng | Thứ hạng cao nhất từng giữ | Doanh thu thực | Doanh thu sau điều chỉnh (theo đô-la 2022) | Nghệ sĩ            | Chuyến lưu diễn                   | Năm        | Số buổi diễn | Doanh thu trung bình | Chú thích |
| -------- | -------------------------- | -------------- | ------------------------------------------ | ------------------ | --------------------------------- | ---------- | ------------ | -------------------- | --------- |
| 1        | 1                          | $2.077.618.725 | $2.077.618.725                             | Taylor Swift       | The Eras Tour                     | 2023–2024  | 149          | $13.943.750          | [ 9 ]     |
| 2        | 2                          | $1.144.590.969 | $1.144.590.969                             | Coldplay           | Music of the Spheres World Tour † | 2022–2025  | 175          | $6.457.685           | [ 8 ]     |
| 3        | 1                          | $939.100.000   | $939.100.000                               | Elton John         | Farewell Yellow Brick Road        | 2018–2023  | 330          | $2.845.758           | [ 11 ]    |
| 4        | 1                          | $776.200.000   | $888.442.379                               | Ed Sheeran         | ÷ Tour                            | 2017–2019  | 255          | $3.043.922           | [ 12 ]    |
| 5        | 1                          | $736.421.586   | $958.001.690                               | U2                 | 360° Tour                         | 2009–2011  | 110          | $6.694.742           | [ 13 ]    |
| 6        | 4                          | $617.325.000   | $617.325.000                               | Harry Styles       | Love On Tour                      | 2021–2023  | 169          | $3.652.811           | [ 14 ]    |
| 7        | 7                          | $584.700.000   | $584.700.000                               | Pink               | Summer Carnival                   | 2023–2024  | 97           | $6.027.835           | [ 15 ]    |
| 8        | 7                          | $584.551.454   | $584.551.454                               | Ed Sheeran         | +–=÷× Tour †                      | 2022–2025  | 103          | $5.675.257           | [ 16 ]    |
| 9        | 7                          | $584.200.000   | $696.203.983                               | Guns N' Roses      | Not in This Lifetime... Tour      | 2016–2019  | 158          | $3.697.468           | [ 16 ]    |
| 10       | 7                          | $579.879.268   | $579.879.268                               | Beyoncé            | Renaissance World Tour            | 2023       | 56           | $10.353.571          | [ 17 ]    |
| 11       | 1                          | $558.255.524   | $787.883.017                               | The Rolling Stones | A Bigger Bang Tour                | 2005–2007  | 144          | $3.876.774           | [ 18 ]    |
| 12       | 5                          | $546.500.000   | $590.190.470                               | The Rolling Stones | No Filter Tour                    | 2017–2021  | 58           | $9.422.414           | [ 19 ]    |
| 13       | 3                          | $523.033.675   | $624.430.917                               | Coldplay           | A Head Full of Dreams Tour        | 2016–2017  | 114          | $4.588.015           | [ 20 ]    |
| 14       | 3                          | $459.000.000   | $576.635.143                               | Roger Waters       | Wall Live                         | 2010–2013  | 219          | $2.094.401           | [ 21 ]    |
| 15       | 3                          | $441.900.000   | $593.021.303                               | AC/DC              | Black Ice World Tour              | 2008–2010  | 165          | $2.678.182           | [ 22 ]    |
| 16       | 8                          | $430.000.000   | $492.180.138                               | Metallica          | WorldWired Tour                   | 2016–2019  | 143          | $3.006.993           | [ 23 ]    |
| 17       | 2                          | $411.000.000   | $560.622.615                               | Madonna            | Sticky & Sweet Tour               | 2008–2009  | 85           | $4.835.294           | [ 3 ]     |
| 18       | 10                         | $397.300.000   | $454.751.555                               | Pink               | Beautiful Trauma World Tour       | 2018–2019  | 156          | $2.546.795           | [ 24 ]    |
| 19       | 12                         | $390.778.581   | $466.536.362                               | U2                 | The Joshua Tree Tours 2017 & 2019 | 2017, 2019 | 66           | $5.920.888           | [ 25 ]    |
| 20       | 1                          | $389.000.000   | $564.685.705                               | U2                 | Vertigo Tour                      | 2005–2006  | 131          | $2.969.466           | [ 26 ]    |

### Dòng thời gian kỷ lục chuyến lưu diễn có doanh thu cao nhất
| Năm thiết lập | Nghệ sĩ                           | Chuyến lưu diễn                  | Doanh thu lập kỷ lục | Chú thích |
| ------------- | --------------------------------- | -------------------------------- | -------------------- | --------- |
| 1984          | The Jacksons                      | Victory Tour                     | $75.000.000          | [ 27 ]    |
| 1985          | Bruce Springsteen · E Street Band | Born in the U.S.A. Tour          | $90.000.000          | [ 28 ]    |
| 1989          | Michael Jackson                   | Bad World Tour                   | $125.000.000         | [ 29 ]    |
| 1989          | Pink Floyd                        | A Momentary Lapse of Reason Tour | $135.000.000         | [ 30 ]    |
| 1990          | The Rolling Stones                | Steel Wheels/Urban Jungle Tour   | $175.000.000         | [ 31 ]    |
| 1994          | Pink Floyd                        | The Division Bell Tour           | $250.000.000         | [ 32 ]    |
| 1995          | The Rolling Stones                | Voodoo Lounge Tour               | $320.000.000         | [ 33 ]    |
| 2006          | U2                                | Vertigo Tour                     | $333.000.000         | [ 34 ]    |
| 2006          | The Rolling Stones                | A Bigger Bang Tour               | $437.000.000         | [ 35 ]    |
| 2007          | The Rolling Stones                | A Bigger Bang Tour               | $558.255.524         | [ 18 ]    |
| 2011          | U2                                | 360° Tour                        | $736.421.586         | [ 13 ]    |
| 2019          | Ed Sheeran                        | ÷ Tour                           | $776.200.000         | [ 12 ]    |
| 2023          | Elton John                        | Farewell Yellow Brick Road       | $939.100.000         | [ 11 ]    |
| 2023          | Taylor Swift                      | The Eras Tour                    | $1.039.263.762       | [ 5 ]     |
| 2024          | Taylor Swift                      | The Eras Tour                    | $2.077.618.725       | [ 9 ]     |

## Danh sách chuyến lưu diễn có doanh thu cao nhất theo thập niên

### Thập niên 1980

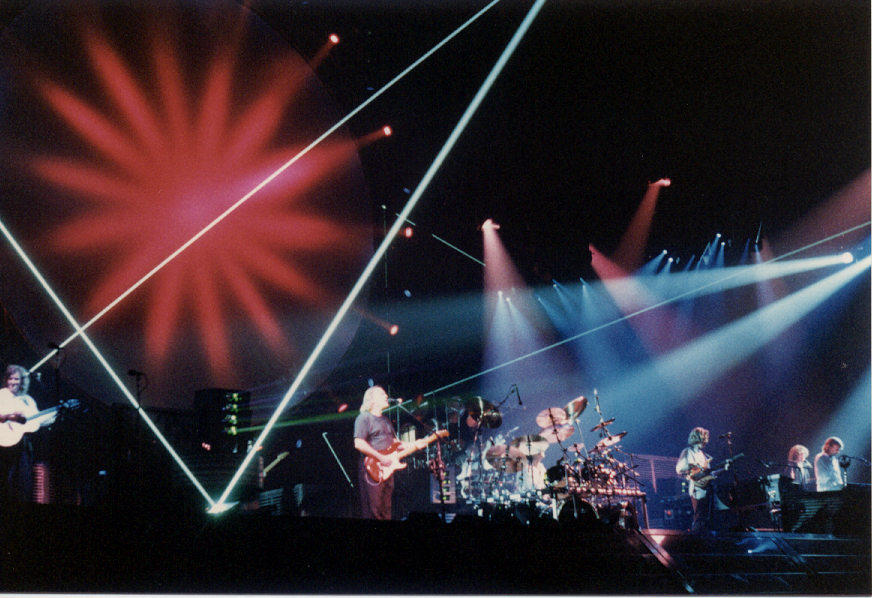
Pink Floyd trong chuyến lưu diễn Momentary Lapse of Reason Tour
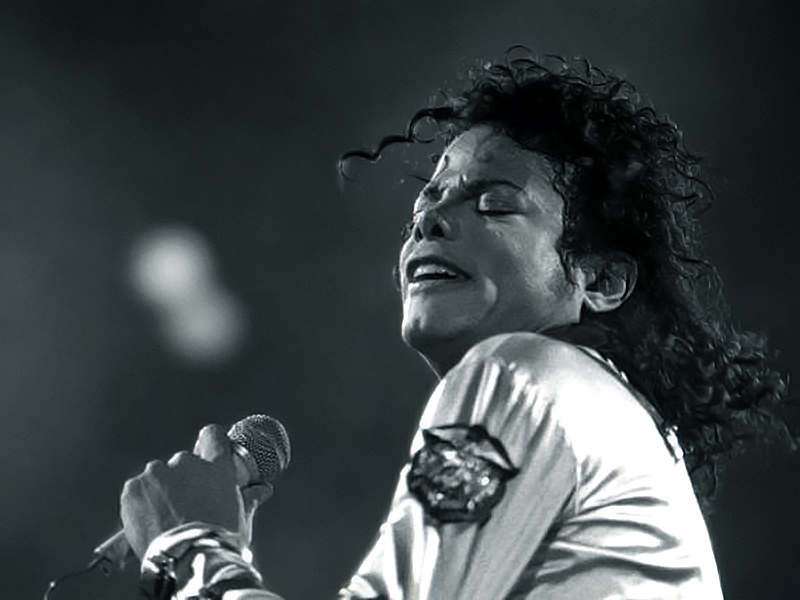
Michael Jackson trong chuyến lưu diễn Bad World Tour
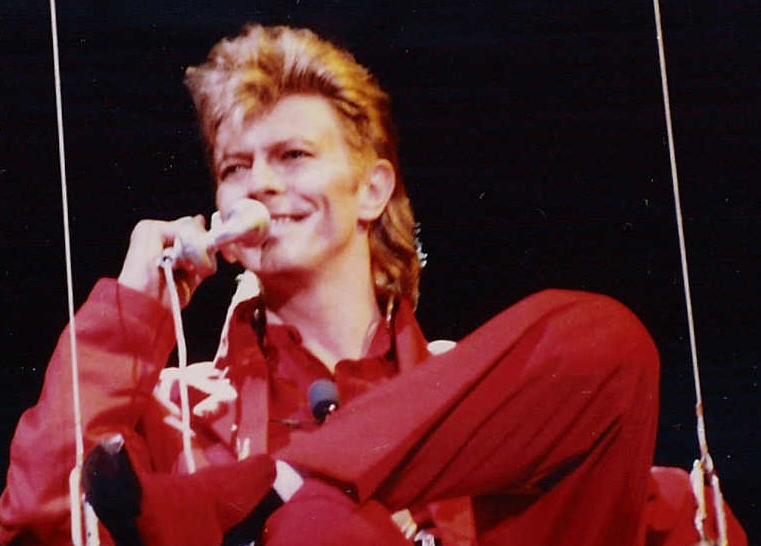
David Bowie trong chuyến lưu diễn Glass Spider Tour

| Thứ hạng | Doanh thu thực | Doanh thu sau điều chỉnh (theo đô-la 2022) | Nghệ sĩ                           | Chuyến lưu diễn                       | Năm       | Số buổi diễn | Doanh thu trung bình | Chú thích |
| -------- | -------------- | ------------------------------------------ | --------------------------------- | ------------------------------------- | --------- | ------------ | -------------------- | --------- |
| 1        | $135.000.000   | $318.708.725                               | Pink Floyd                        | A Momentary Lapse of Reason Tour      | 1987–1989 | 197          | $685.279             | [ 30 ]    |
| 2        | $125.000.000   | $295.100.671                               | Michael Jackson                   | Bad World Tour                        | 1987–1989 | 123          | $1.016.260           | [ 29 ]    |
| 3        | $98.000.000    | $231.358.926                               | The Rolling Stones                | Steel Wheels Tour                     | 1989 *    | 60           | $1.633.333           | [ 36 ]    |
| 4        | $90.000.000    | $244.882.426                               | Bruce Springsteen · E Street Band | Born in the U.S.A. Tour               | 1984–1985 | 156          | $576.923             | [ 28 ]    |
| 5        | $86.000.000    | $221.524.312                               | David Bowie                       | Glass Spider Tour                     | 1987      | 86           | $1.000.000           | [ 37 ]    |
| 6        | $75.000.000    | $211.258.808                               | The Jacksons                      | Victory Tour                          | 1984      | 55           | $1.363.636           | [ 27 ]    |
| 7        | $60.000.000    | $154.551.845                               | Genesis                           | Invisible Touch Tour                  | 1986–1987 | 111          | $540.541             | [ 38 ]    |
| 8        | $60.000.000    | $148.463.703                               | Tina Turner                       | Break Every Rule World Tour           | 1987–1988 | 220          | $272.727             | [ 39 ]    |
| 9        | $56.000.000    | $144.248.389                               | U2                                | The Joshua Tree Tour                  | 1987      | 109          | $513.761             | [ 40 ]    |
| 10       | $50.000.000    | $160.944.363                               | The Rolling Stones                | The Rolling Stones American Tour 1981 | 1981      | 50           | $1.000.000           | [ 41 ]    |

### Thập niên 1990

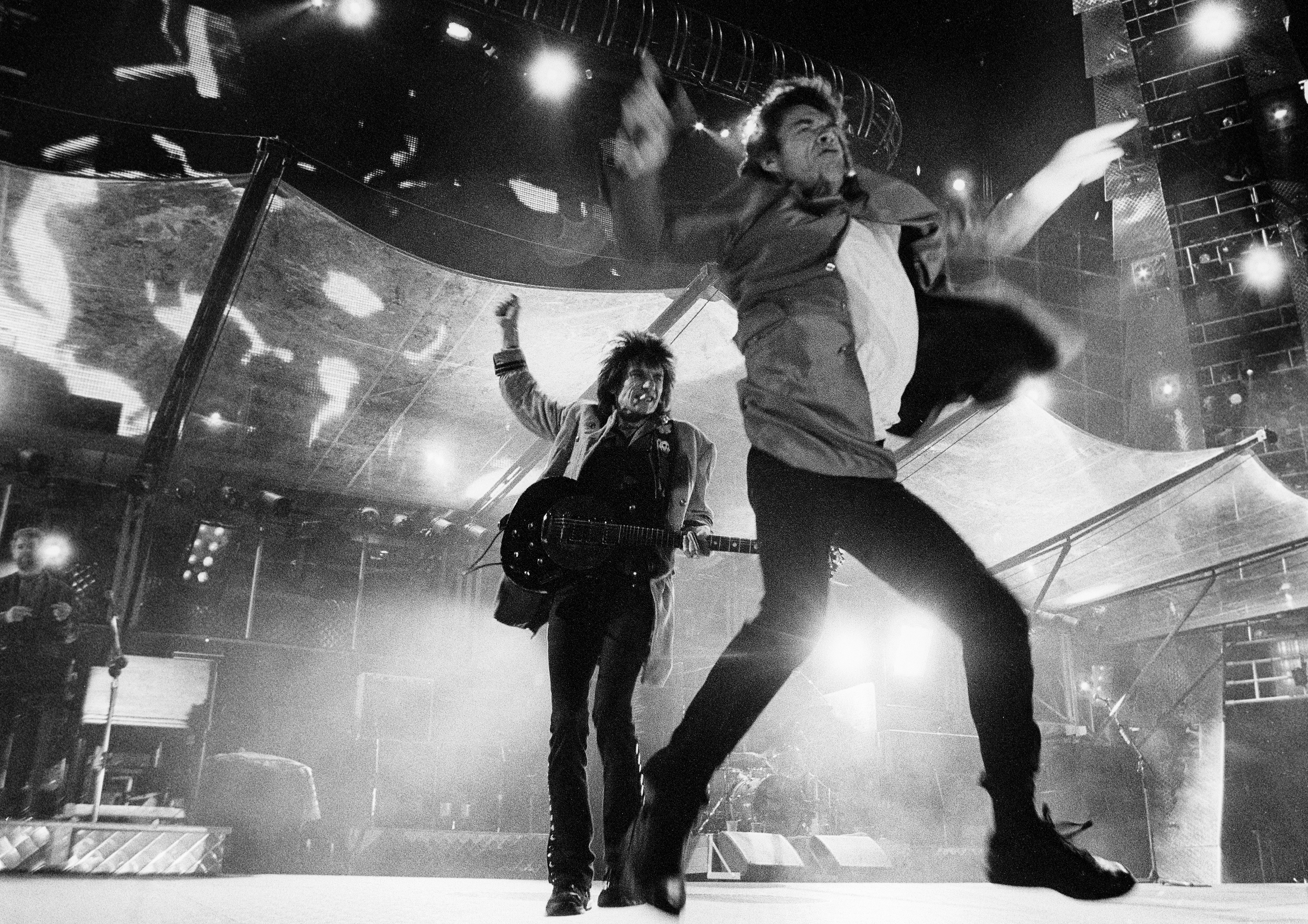
The Rolling Stones trong chuyến lưu diễn Voodoo Lounge Tour
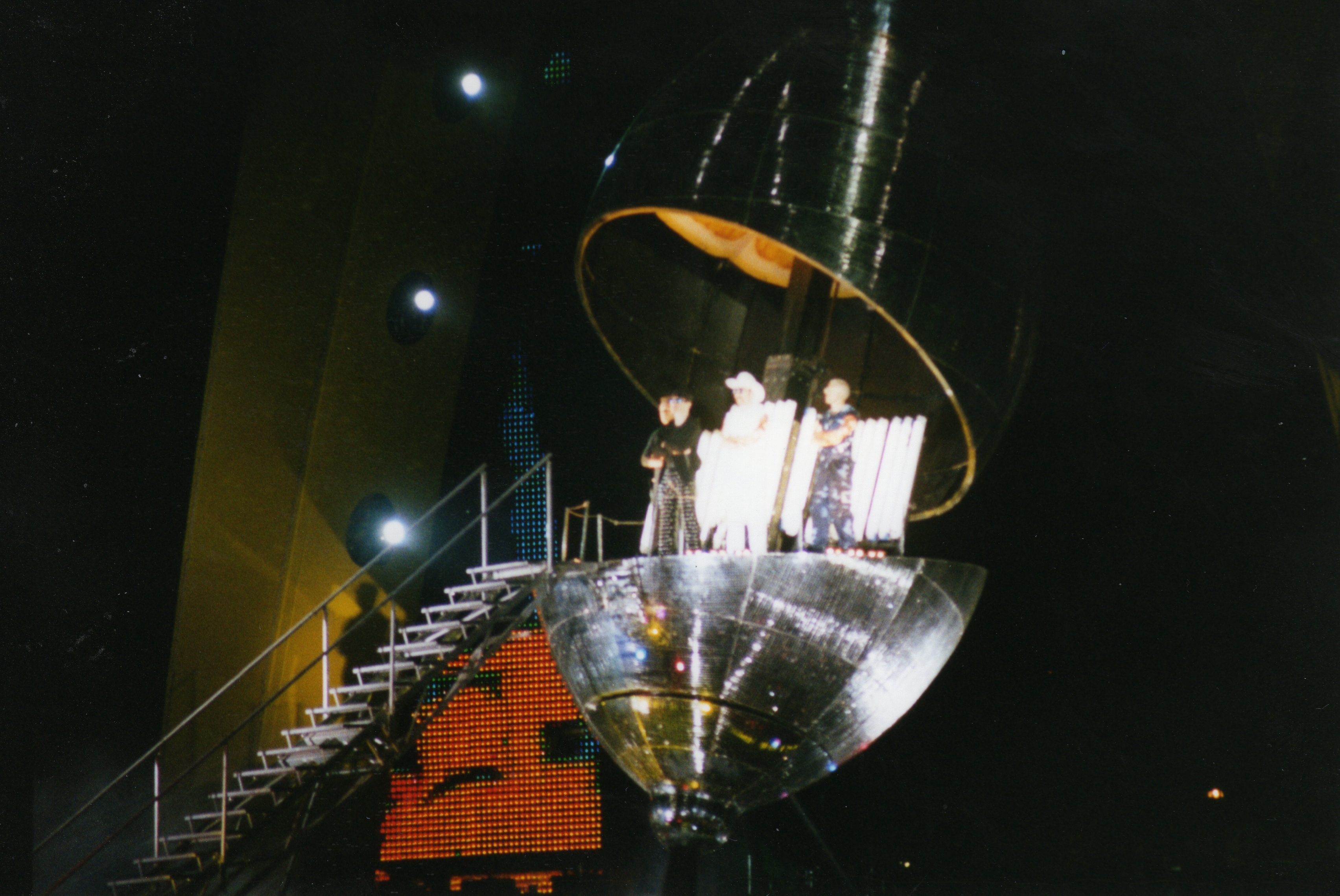
U2 trong chuyến lưu diễn PopMart Tour
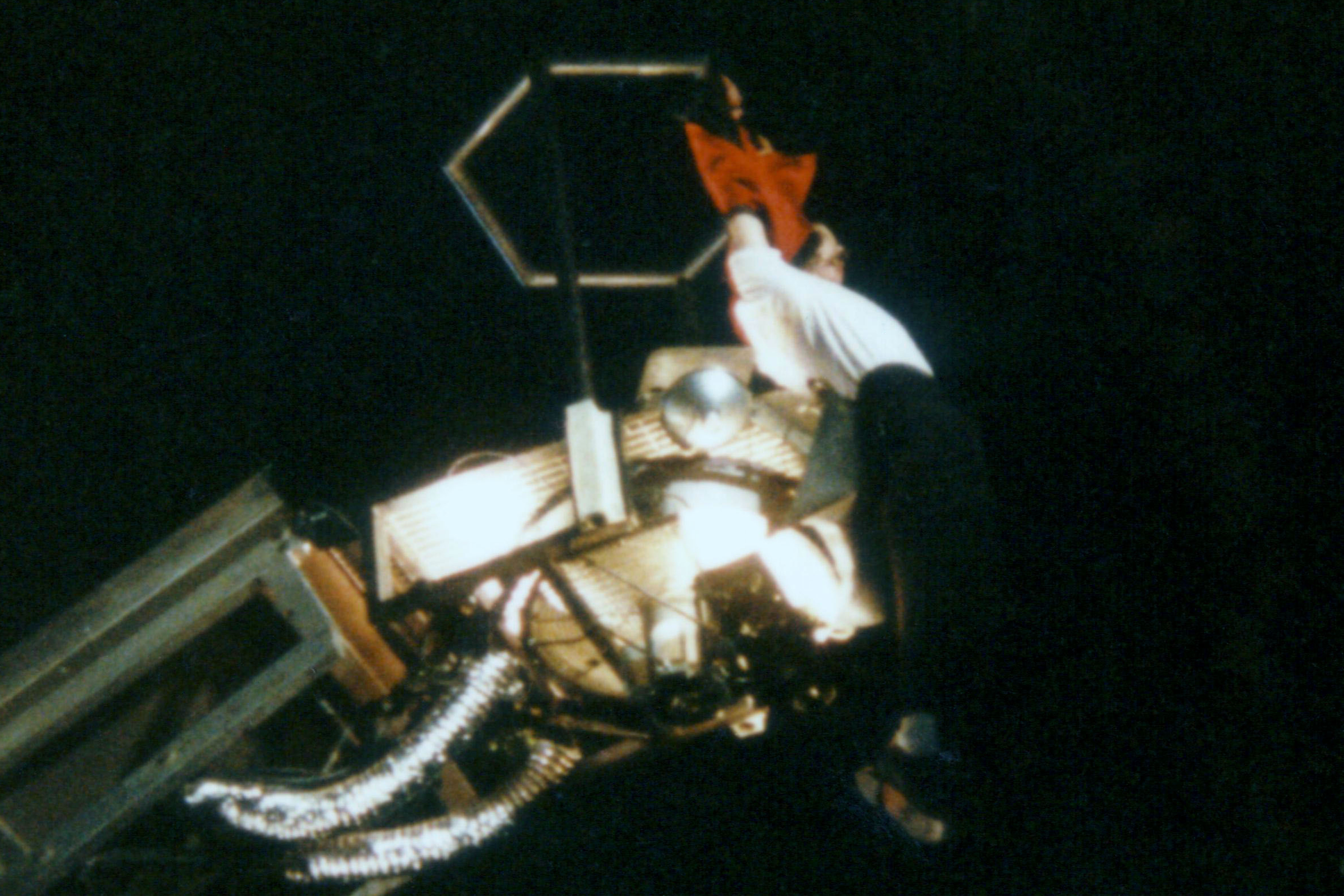
Michael Jackson trong chuyến lưu diễn HIStory World Tour

| Thứ hạng | Doanh thu thực | Doanh thu sau điều chỉnh (theo đô-la 2022) | Nghệ sĩ            | Chuyến lưu diễn                  | Năm       | Số buổi diễn | Doanh thu trung bình | Chú thích |
| -------- | -------------- | ------------------------------------------ | ------------------ | -------------------------------- | --------- | ------------ | -------------------- | --------- |
| 1        | $320.000.000   | $614.562.131                               | The Rolling Stones | Voodoo Lounge Tour               | 1994–1995 | 129          | $2.480.620           | [ 33 ]    |
| 2        | $274.000.000   | $491.946.917                               | The Rolling Stones | Bridges to Babylon Tour          | 1997–1998 | 108          | $2.537.037           | [ 42 ]    |
| 3        | $250.000.000   | $493.601.257                               | Pink Floyd         | The Division Bell Tour           | 1994      | 110          | $2.272.727           | [ 32 ]    |
| 4        | $173.610.864   | $312.961.811                               | U2                 | PopMart Tour                     | 1997–1998 | 93           | $1.866.783           | [ 43 ]    |
| 5        | $165.000.000   | $300.789.801                               | Michael Jackson    | HIStory World Tour               | 1996–1997 | 83           | $1.987.952           | [ 44 ]    |
| 6        | $152.900.000   | $285.296.541                               | Eagles             | Hell Freezes Over Tour           | 1994–1996 | 122          | $1.274.107           | [ a ]     |
| 7        | $151.000.000   | $305.895.877                               | U2                 | Zoo TV Tour                      | 1992–1993 | 157          | $961.783             | [ 47 ]    |
| 8        | $133.000.000   | $233.640.032                               | Celine Dion        | Let's Talk About Love World Tour | 1998–1999 | 97           | $1.371.134           | [ 48 ]    |
| 9        | $130.000.000   | $236.985.904                               | Tina Turner        | Wildest Dreams Tour              | 1996–1997 | 255          | $509.804             | [ 49 ]    |
| 10       | $105.000.000   | $188.519.804                               | Garth Brooks       | Garth Brooks World Tour          | 1996–1998 | 220          | $477.273             | [ 50 ]    |

### Thập niên 2000

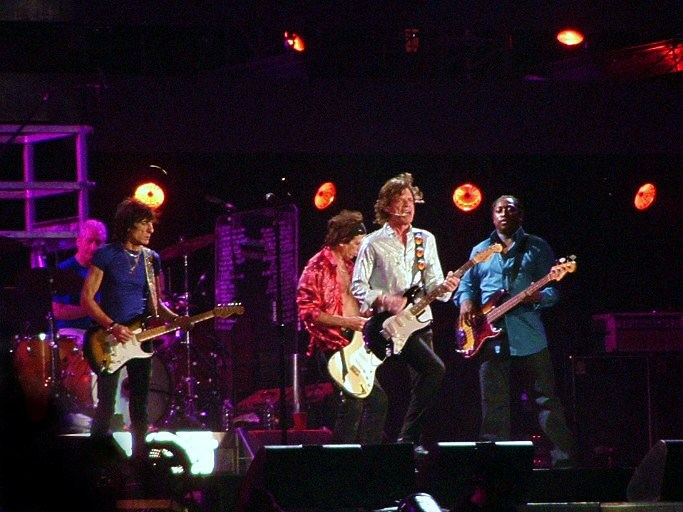
The Rolling Stones trong chuyến lưu diễn Bigger Bang Tour
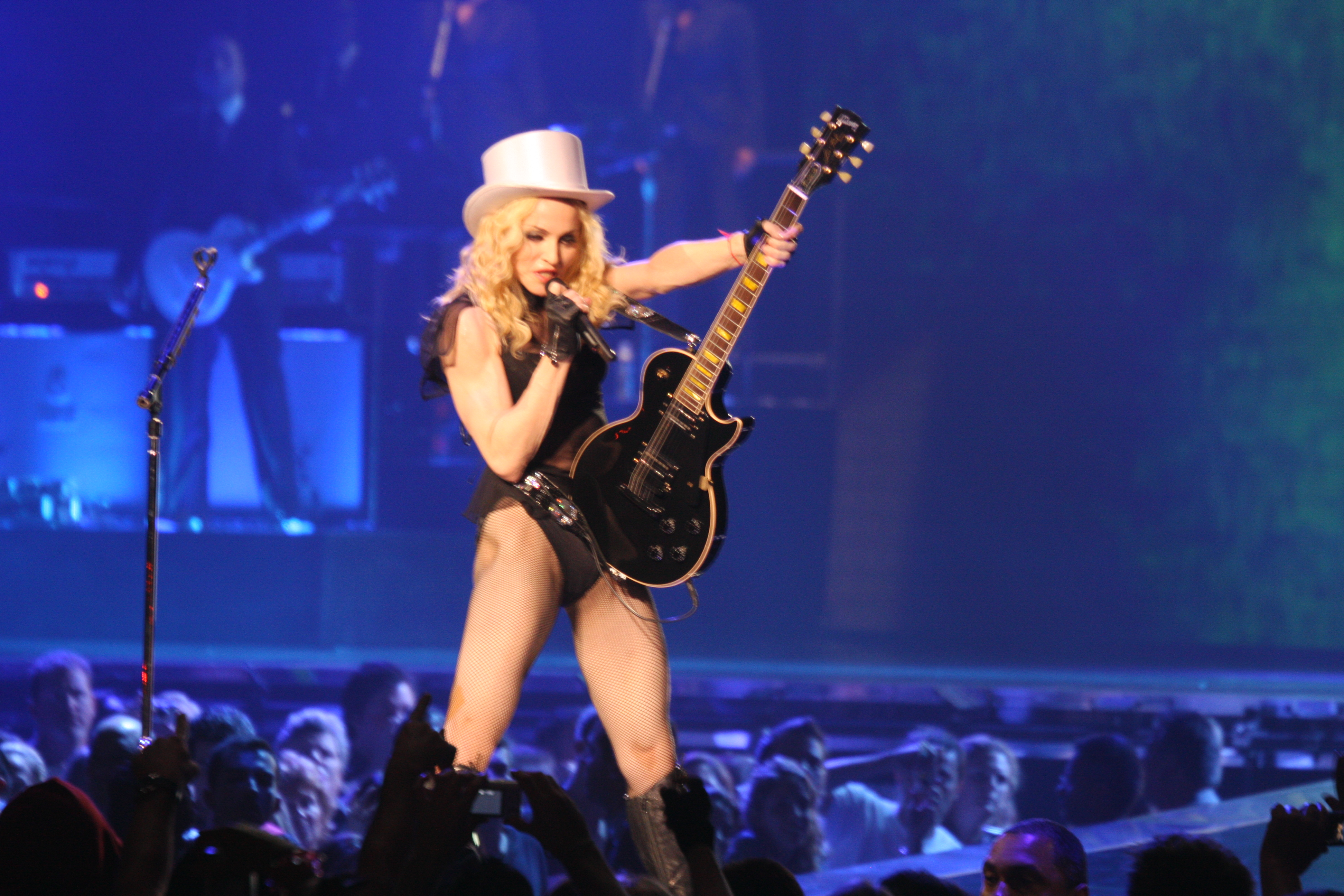
Madonna trong chuyến lưu diễn Sticky & Sweet Tour
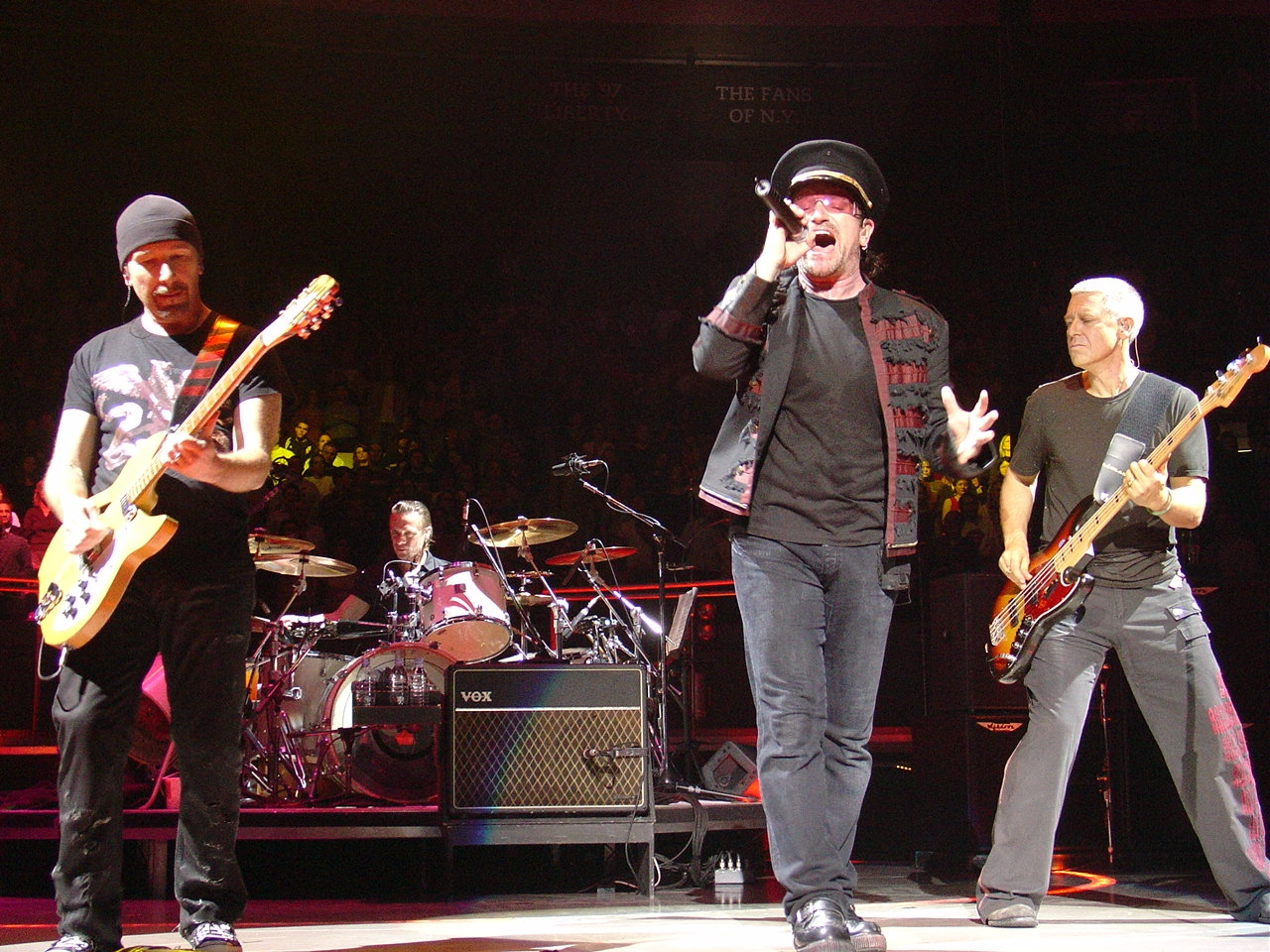
U2 trong chuyến lưu diễn Vertigo Tour

| Thứ hạng | Doanh thu thực | Doanh thu sau điều chỉnh (theo đô-la 2022) | Nghệ sĩ                           | Chuyến lưu diễn                 | Năm         | Số buổi diễn | Doanh thu trung bình | Chú thích |
| -------- | -------------- | ------------------------------------------ | --------------------------------- | ------------------------------- | ----------- | ------------ | -------------------- | --------- |
| 1        | $558.255.524   | $787.883.017                               | The Rolling Stones                | A Bigger Bang Tour              | 2005–2007   | 144          | $3.876.774           | [ 18 ]    |
| 2        | $411.000.000   | $560.622.615                               | Madonna                           | Sticky & Sweet Tour             | 2008–2009   | 85           | $4.835.294           | [ 3 ]     |
| 3        | $389.000.000   | $564.685.705                               | U2                                | Vertigo Tour                    | 2005–2006   | 131          | $2.969.466           | [ 26 ]    |
| 4        | $358.825.665   | $487.714.513                               | The Police                        | The Police Reunion Tour         | 2007–2008   | 146          | $2.457.710           | [ 51 ]    |
| 5        | $311.637.730   | $425.087.979                               | U2                                | 360° Tour                       | 2009 *      | 44           | $7.082.676           | [ b ]     |
| 6        | $311.000.000   | $494.742.041                               | The Rolling Stones                | Licks Tour                      | 2002–2003   | 117          | $2.658.120           | [ 42 ]    |
| 7        | $279.200.000   | $379.204.591                               | Celine Dion                       | Taking Chances World Tour       | 2008–2009   | 129          | $2.164.341           | [ c ]     |
| 8        | $264.100.000   | $360.244.362                               | AC/DC                             | Black Ice World Tour            | 2008–2009 * | 127          | $2.079.528           | [ d ]     |
| 9        | $250.000.000   | $374.595.331                               | Cher                              | Living Proof: The Farewell Tour | 2002–2005   | 325          | $769.231             | [ e ]     |
| 10       | $235.000.000   | $319.411.128                               | Bruce Springsteen · E Street Band | Magic Tour                      | 2007–2008   | 104          | $2.259.615           | [ 60 ]    |

### Thập niên 2010

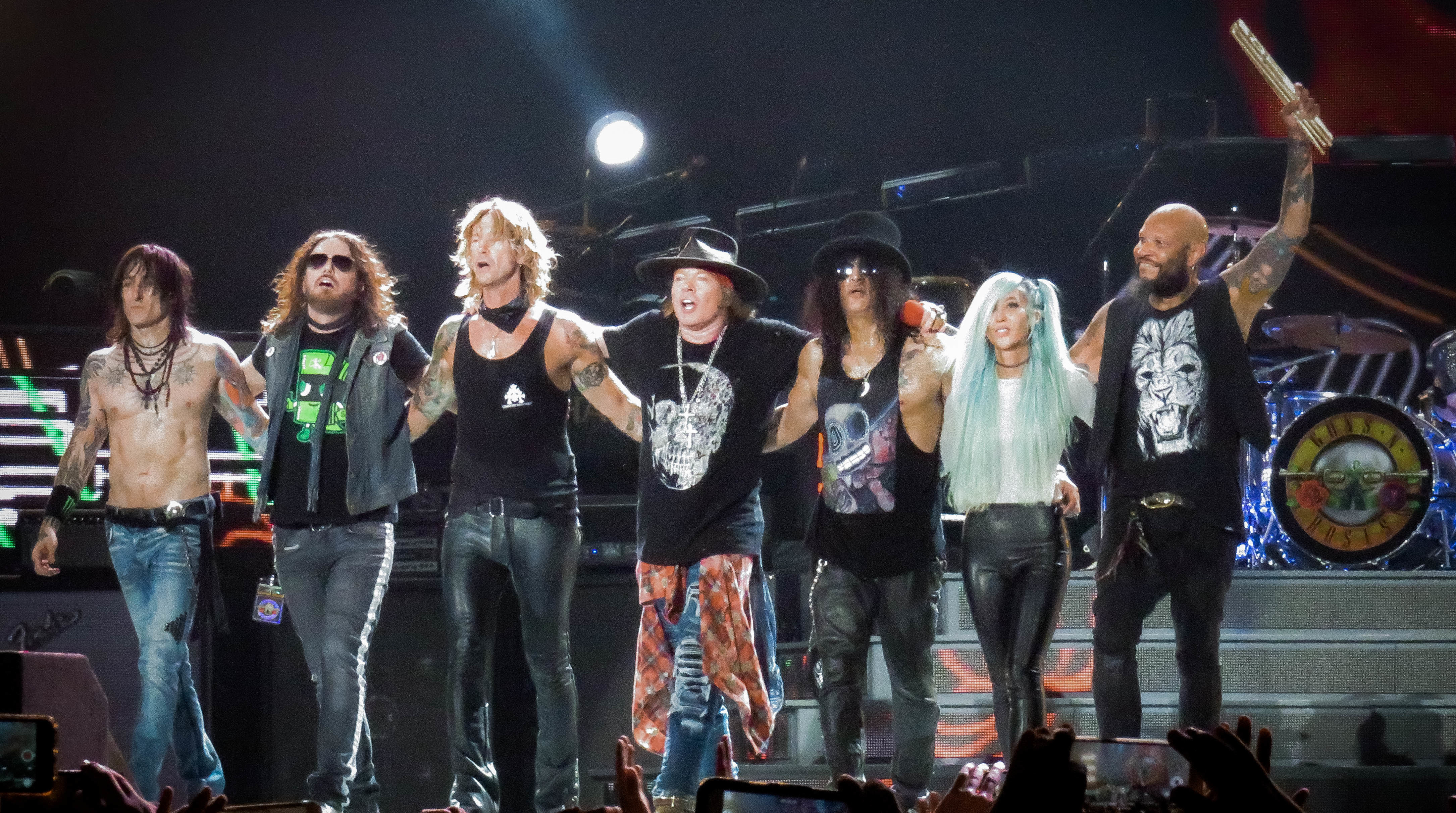
Guns N' Roses trong chuyến lưu diễn Not in This Lifetime... Tour
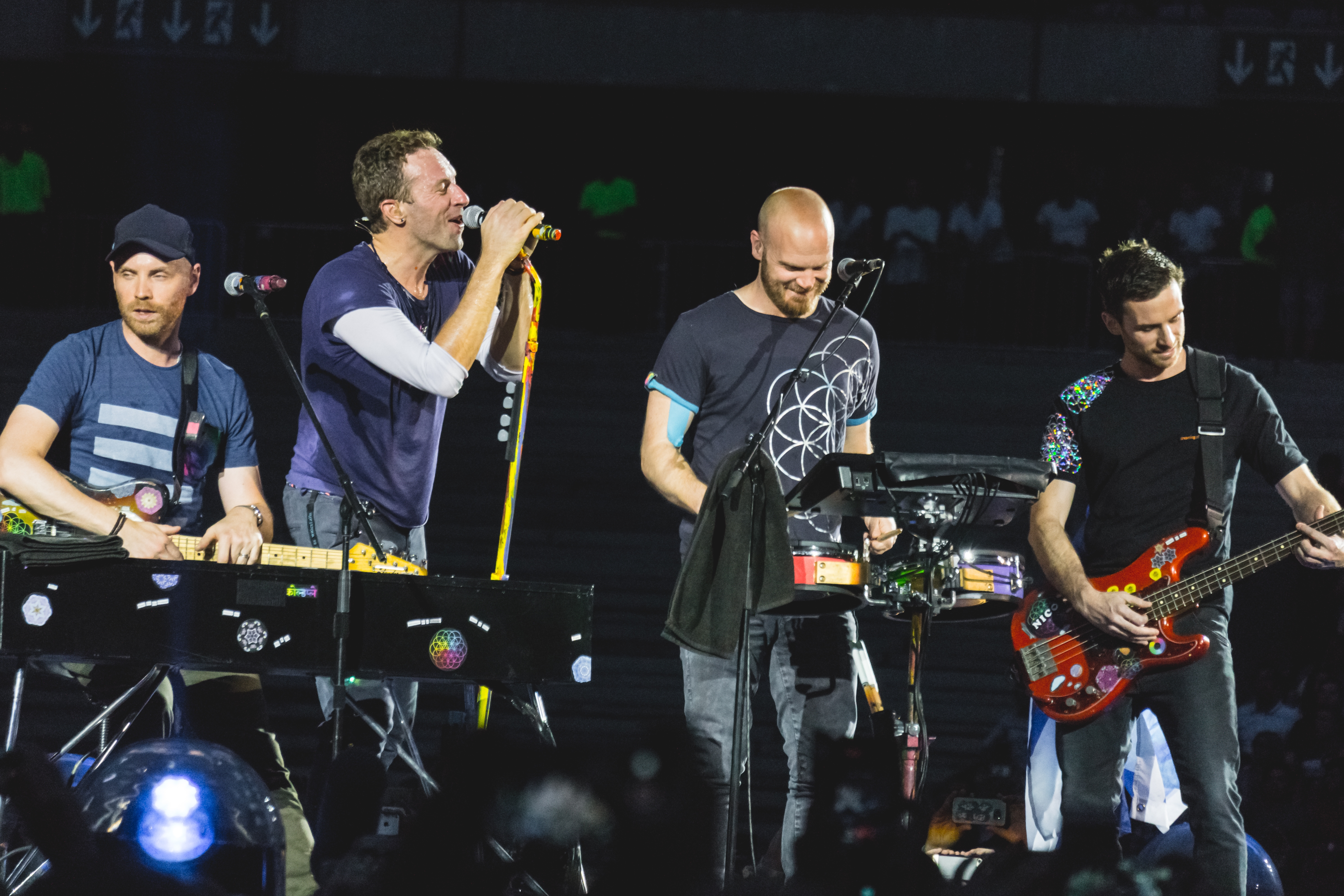
Coldplay trong chuyến lưu diễn Head Full of Dreams Tour
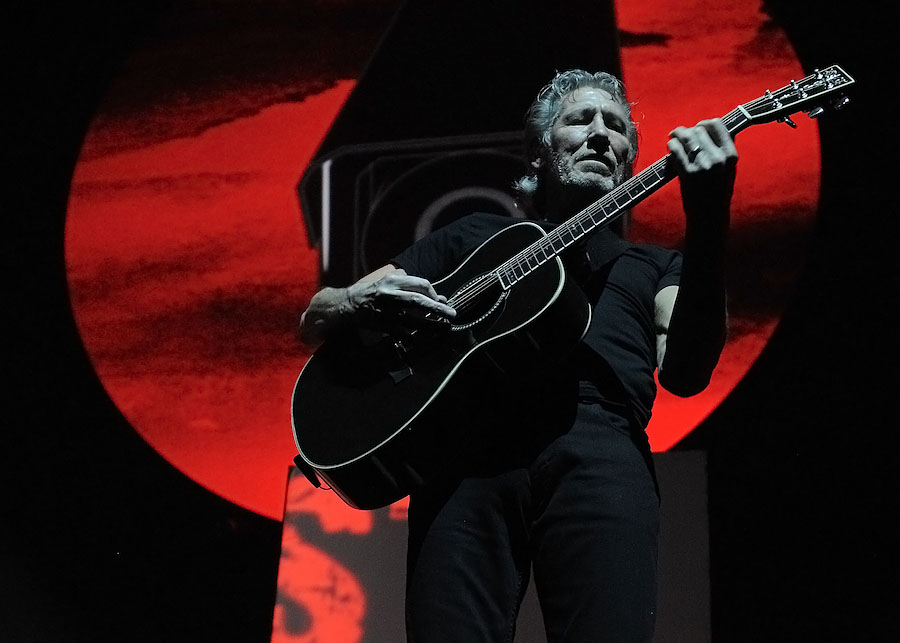
Roger Waters trong chuyến lưu diễn Wall Live

| Thứ hạng | Doanh thu thực | Doanh thu sau điều chỉnh (theo đô-la 2022) | Nghệ sĩ            | Chuyến lưu diễn                   | Năm         | Số buổi diễn | Doanh thu trung bình | Chú thích |
| -------- | -------------- | ------------------------------------------ | ------------------ | --------------------------------- | ----------- | ------------ | -------------------- | --------- |
| 1        | $776.200.000   | $888.442.379                               | Ed Sheeran         | ÷ Tour                            | 2017–2019   | 255          | $3.043.922           | [ 12 ]    |
| 2        | $584.200.000   | $668.678.225                               | Guns N' Roses      | Not in This Lifetime... Tour      | 2016–2019   | 158          | $3.697.468           | [ 16 ]    |
| 3        | $523.033.675   | $624.430.917                               | Coldplay           | A Head Full of Dreams Tour        | 2016–2017   | 114          | $4.588.015           | [ 20 ]    |
| 4        | $459.000.000   | $576.635.143                               | Roger Waters       | Wall Live                         | 2010–2013   | 219          | $2.094.401           | [ 21 ]    |
| 5        | $430.000.000   | $492.180.138                               | Metallica          | WorldWired Tour                   | 2016–2019   | 143          | $3.006.993           | [ 23 ]    |
| 6        | $424.783.856   | $552.596.040                               | U2                 | 360° Tour                         | 2010–2011 * | 66           | $6.436.119           | [ b ]     |
| 7        | $415.600.000   | $475.697.826                               | The Rolling Stones | No Filter Tour                    | 2017–2019 * | 44           | $9.445.455           | [ 61 ]    |
| 8        | $397.300.000   | $454.751.555                               | Pink               | Beautiful Trauma World Tour       | 2018–2019   | 156          | $2.546.795           | [ 24 ]    |
| 9        | $390.778.581   | $466.536.362                               | U2                 | The Joshua Tree Tours 2017 & 2019 | 2017, 2019  | 66           | $5.920.888           | [ 25 ]    |
| 10       | $367.700.000   | $428.512.298                               | Bruno Mars         | 24K Magic World Tour              | 2017–2018   | 196          | $1.876.020           | [ f ]     |

### Thập niên 2020

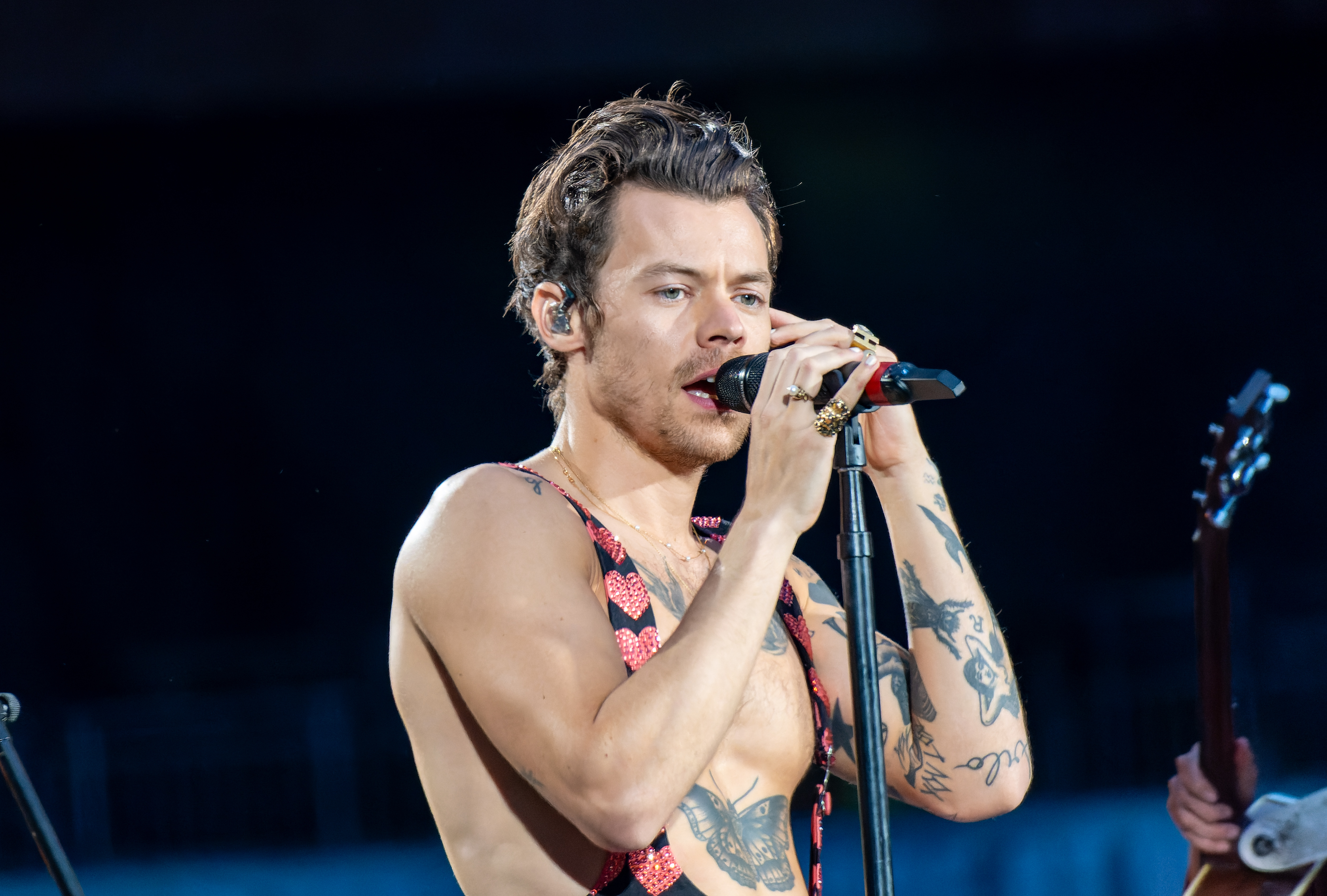
Harry Styles trong chuyến lưu diễn Love On Tour
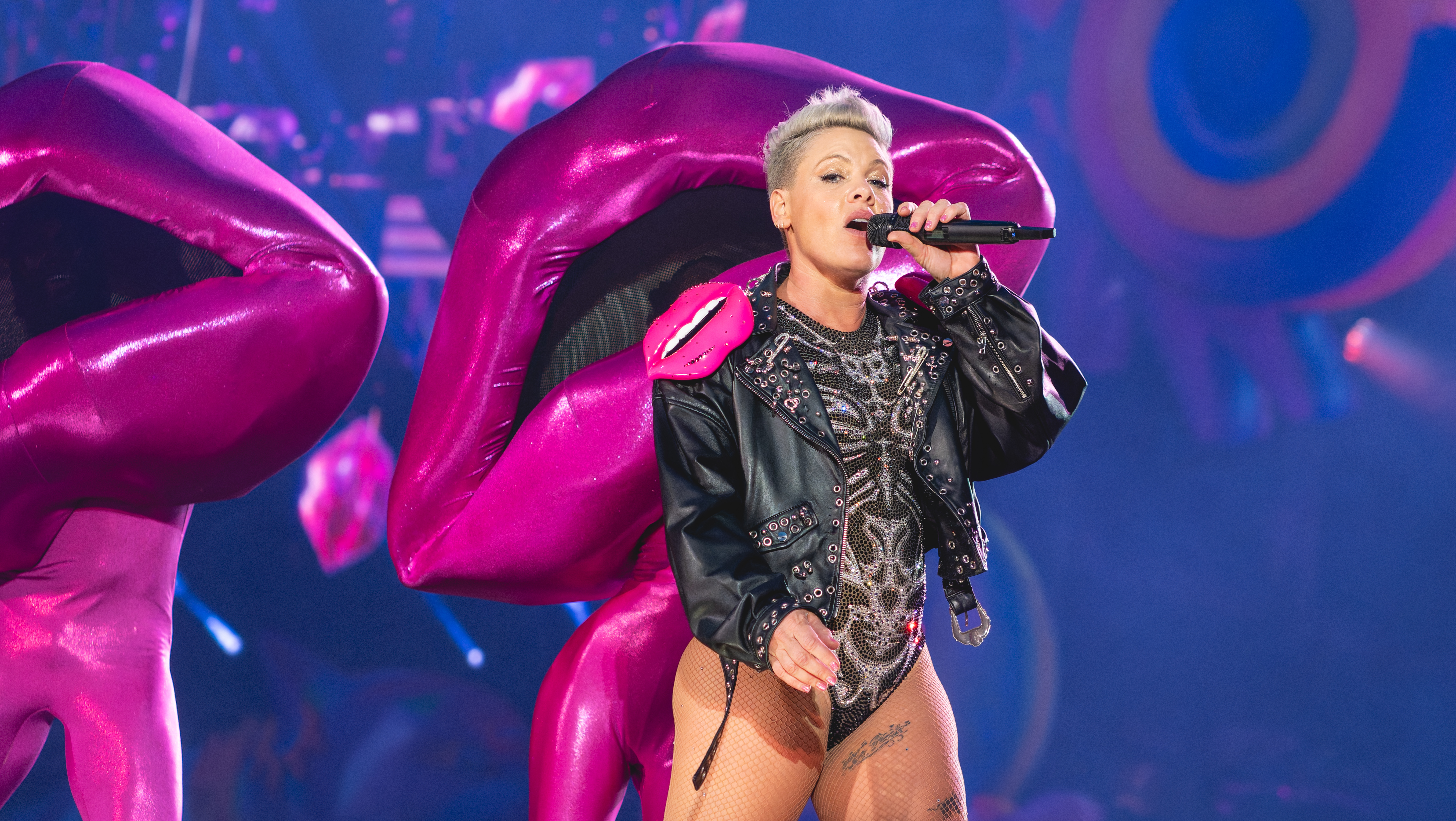
Pink trong chuyến lưu diễn Summer Carnival tour
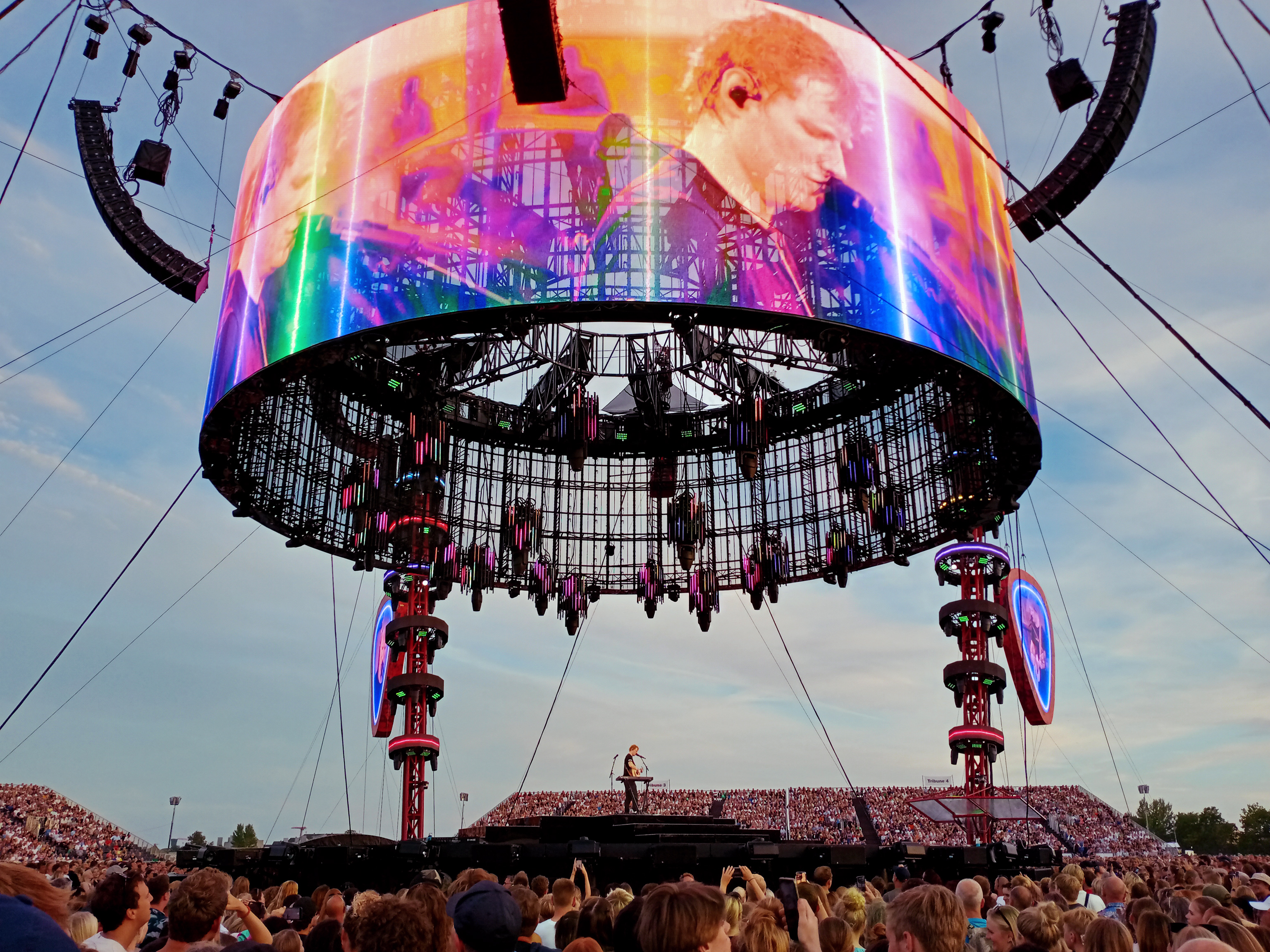
Ed Sheeran trong chuyến lưu diễn +–=÷× Tour

| Thứ hạng | Doanh thu thực | Doanh thu sau điều chỉnh (theo đô-la 2022) | Nghệ sĩ                           | Chuyến lưu diễn                   | Năm         | Số buổi diễn | Doanh thu trung bình | Chú thích |
| -------- | -------------- | ------------------------------------------ | --------------------------------- | --------------------------------- | ----------- | ------------ | -------------------- | --------- |
| 1        | $2.077.618.725 | $2.077.618.725                             | Taylor Swift                      | The Eras Tour                     | 2023–2024   | 149          | $13.943.750          | [ 9 ]     |
| 2        | $1.059.060.322 | $1.059.060.322                             | Coldplay                          | Music of the Spheres World Tour † | 2022–2025   | 164          | $6.457.685           | [ g ]     |
| 3        | $617.325.000   | $617.325.000                               | Harry Styles                      | Love On Tour                      | 2021–2023   | 169          | $3.652.663           | [ 14 ]    |
| 4        | $584.700.000   | $584.700.000                               | Pink                              | Summer Carnival                   | 2023–2024   | 97           | $6.027.835           | [ 15 ]    |
| 5        | $584.551.454   | $584.551.454                               | Ed Sheeran                        | +–=÷× Tour †                      | 2022–2025   | 103          | $5.675.257           | [ 66 ]    |
| 6        | $579.800.000   | $579.800.000                               | Beyoncé                           | Renaissance World Tour            | 2023        | 56           | $10.353.571          | [ 67 ]    |
| 7        | $471.400.000   | $471.400.000                               | Elton John                        | Farewell Yellow Brick Road        | 2020–2023 * | 136          | $3.466.176           | [ h ]     |
| 8        | $379.496.085   | $379.496.085                               | Bruce Springsteen · E Street Band | 2023 Tour †                       | 2023        | 66           | $5.749.941           | [ 5 ]     |
| 9        | $350.985.529   | $350.985.529                               | The Weeknd                        | After Hours til Dawn Tour         | 2022–2023   | 61           | $5.753.861           | [ 71 ]    |
| 10       | $320.513.439   | $320.513.439                               | Drake                             | It's All A Blur Tour              | 2023–2024   | 80           | $4.006.418           | [ 72 ]    |

## Danh sách chuyến lưu diễn có doanh thu cao nhất theo năm
Dưới đây là danh sách chuyến lưu diễn có doanh thu cao nhất của từng năm theo Pollstar hoặc Billboard Boxscore (trước đây là Amusement Business). Hai ấn phẩm này có thể ghi nhận những con số khác nhau The two publications may differ on their annual figures due to different total of dates reported or different year-end tracking period. Ví dụ, theo Pollstar, Sticky & Sweet Tour của Madonna là chuyến lưu diễn có doanh thu cao nhất năm 2008 ($281,6 triệu), nhưng theo Billboard thì nó chỉ xếp vị trí thứ ba vì bảng xếp hạng của Billboard kết thúc ghi nhận số liệu vào ngày 11 tháng 11 năm 2008 và không bao gồm 20 buổi diễn của Madonna. Năm 2019, theo Billboard, ÷ Tour của Ed Sheeran là chuyến lưu diễn có doanh thu cao nhất năm ($223,7 triệu), thay vì Beautiful Trauma World Tour của Pink  ($215,2 triệu) như Pollstar thống kê. Tuy nhiên, số liệu của Billboard bao gồm doanh thu của Ed Sheeran từ các buổi diễn trong tháng 11 năm 2018; vì thế, con số của Pollstar chính xác hơn nếu chỉ xét số liệu năm 2019.

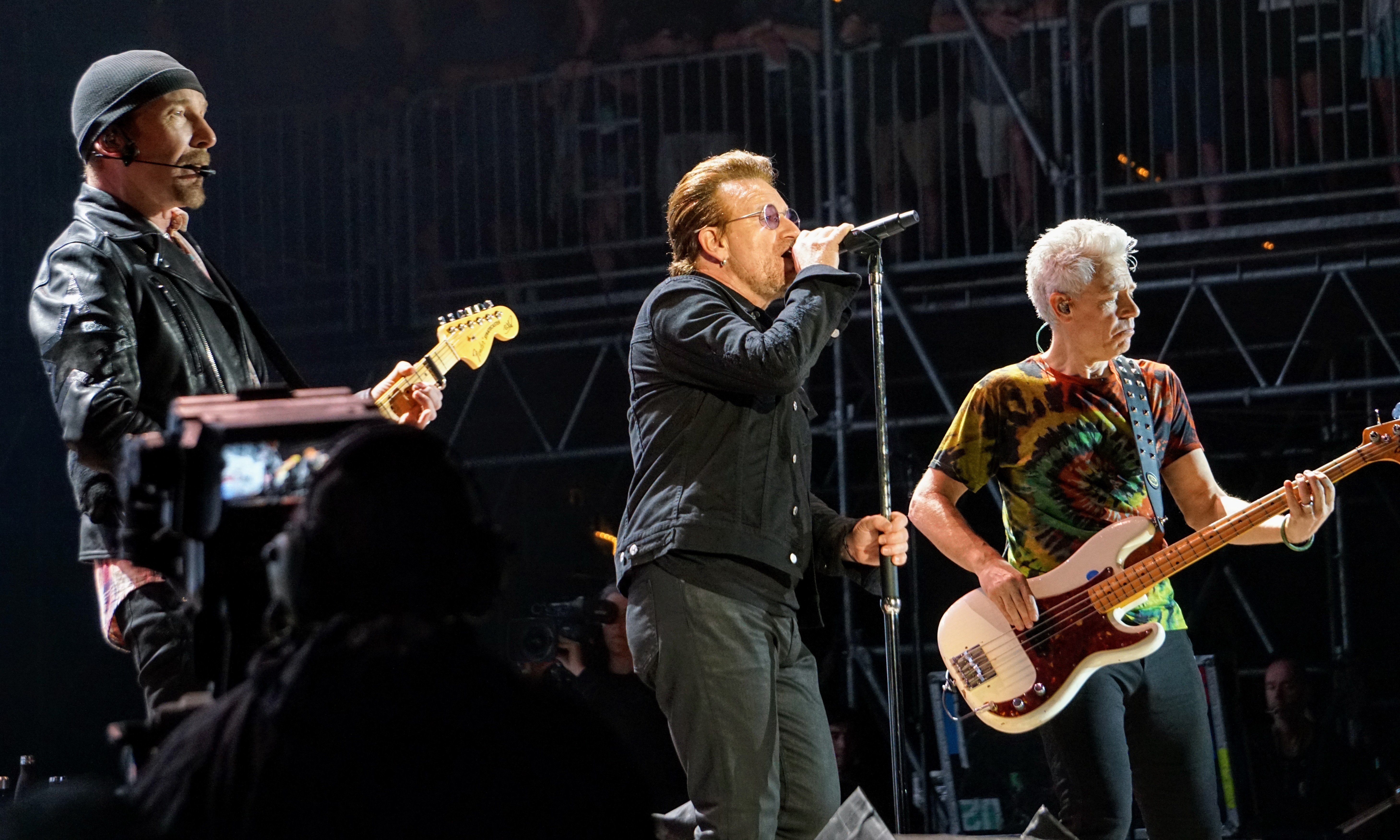
U2 trong Joshua Tree Tour 2017, chuyến lưu diễn gần đây nhất của nhóm đạt danh hiệu chuyến lưu diễn có doanh thu cao nhất năm
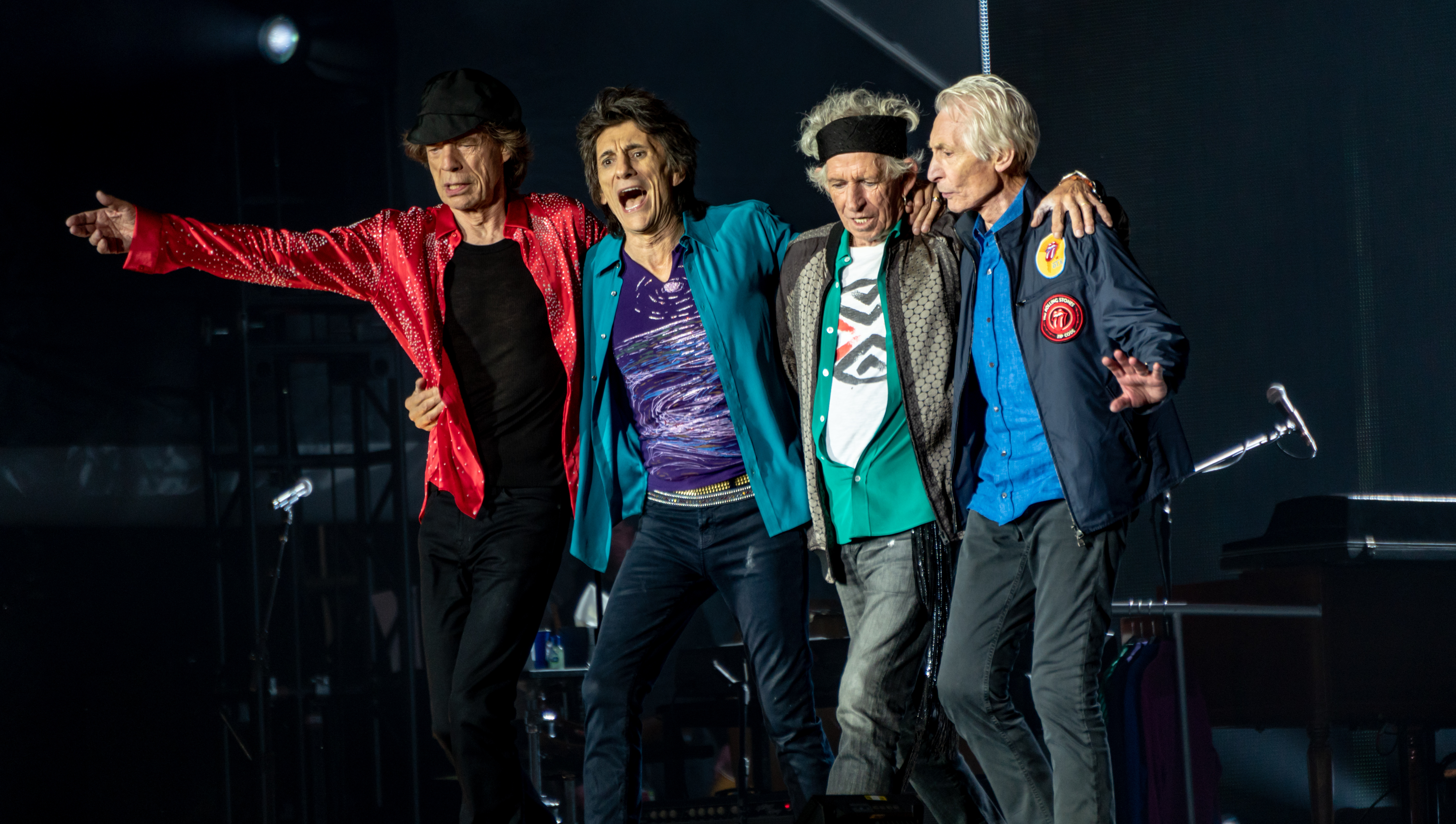
The Rolling Stones trong No Filter Tour, chuyến lưu diễn gần đây nhất của nhóm đạt danh hiệu chuyến lưu diễn có doanh thu cao nhất năm
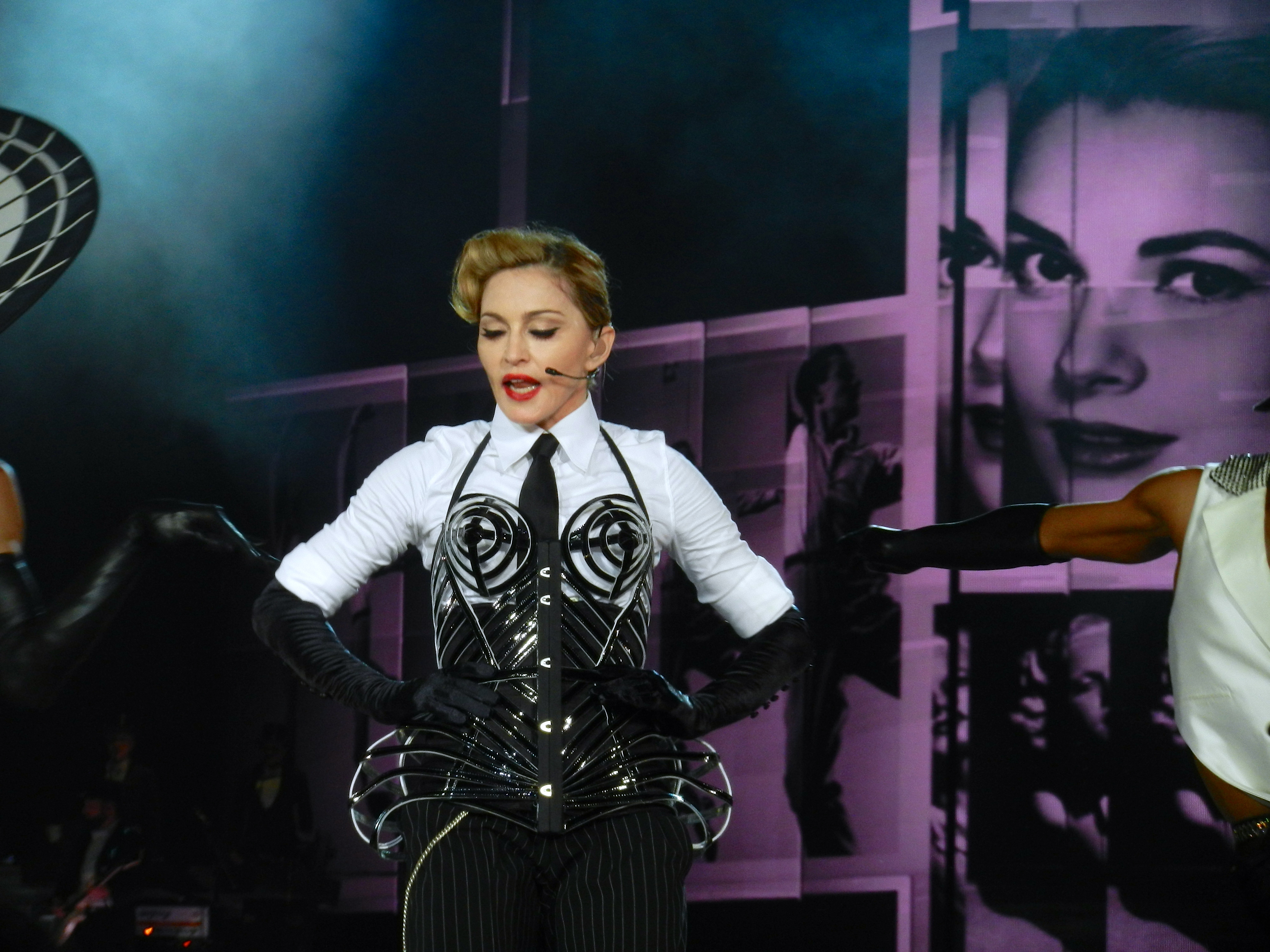
Madonna trong the MDNA Tour, chuyến lưu diễn gần đây nhất của cô đạt danh hiệu chuyến lưu diễn có doanh thu cao nhất năm

| Năm  | Doanh thu thực | Doanh thu sau điều chỉnh (theo đô-la 2022) | Nghệ sĩ                           | Chuyến lưu diễn                 | Số buổi diễn | Phạm vi       | Chú thích |
| ---- | -------------- | ------------------------------------------ | --------------------------------- | ------------------------------- | ------------ | ------------- | --------- |
| 1987 | $35.100.000    | $90.412.830                                | U2                                | The Joshua Tree Tour            | 79           | Bắc Mỹ        | [ 77 ]    |
| 1989 | $98.000.000    | $231.358.926                               | The Rolling Stones                | Steel Wheels Tour               | 60           | Bắc Mỹ        | [ 36 ]    |
| 1990 | $74.100.000    | $165.979.470                               | New Kids on the Block             | The Magic Summer Tour           | 152          | Không rõ      | [ 78 ]    |
| 1991 | $34.700.000    | $74.554.557                                | Grateful Dead                     | Grateful Dead Summer Tour       | 76           | Bắc Mỹ        | [ 79 ]    |
| 1992 | $67.000.000    | $139.719.706                               | U2                                | Zoo TV Tour                     | 73           | Bắc Mỹ        | [ 80 ]    |
| 1993 | $45.600.000    | $92.376.503                                | Grateful Dead                     | Grateful Dead Tour 1993         | 81           | Bắc Mỹ        | [ 81 ]    |
| 1994 | $121.200.000   | $239.297.890                               | The Rolling Stones                | Voodoo Lounge Tour              | 60           | Bắc Mỹ        | [ 82 ]    |
| 1995 | $63.300.000    | $121.568.072                               | Eagles                            | Hell Freezes Over Tour          | 58           | Không rõ      | [ 45 ]    |
| 1996 | $43.600.000    | $81.353.363                                | Kiss                              | Alive/Worldwide Tour            | 92           | Không rõ      | [ 83 ]    |
| 1997 | $138.500.000   | $252.481.136                               | U2                                | PopMart Tour                    | 78           | Toàn thế giới | [ 84 ]    |
| 1998 | $193.350.000   | $347.145.753                               | The Rolling Stones                | Bridges to Babylon Tour         | 82           | Toàn thế giới | [ 85 ]    |
| 1999 | $89.200.000    | $156.696.924                               | The Rolling Stones                | No Security Tour                | 45           | Toàn thế giới | [ 86 ]    |
| 2000 | $122.500.000   | $208.167.150                               | Tina Turner                       | Twenty Four Seven Tour          | 108          | Toàn thế giới | [ 87 ]    |
| 2001 | $143.000.000   | $236.335.651                               | U2                                | Elevation Tour                  | 113          | Toàn thế giới | [ 88 ]    |
| 2002 | $126.100.000   | $205.166.216                               | Paul McCartney                    | Driving World Tour              | 58           | Toàn thế giới | [ 89 ]    |
| 2003 | $299.520.230   | $476.479.903                               | The Rolling Stones                | Licks Tour                      | 115          | Toàn thế giới | [ 90 ]    |
| 2004 | $125.000.000   | $193.666.314                               | Madonna                           | Re-Invention World Tour         | 56           | Toàn thế giới | [ 91 ]    |
| 2005 | $260.000.000   | $389.579.145                               | U2                                | Vertigo Tour                    | 90           | Toàn thế giới | [ 92 ]    |
| 2006 | $425.100.000   | $617.089.700                               | The Rolling Stones                | A Bigger Bang Tour              | 110          | Toàn thế giới | [ 93 ]    |
| 2007 | $212.227.302   | $299.522.852                               | The Police                        | The Police Reunion Tour         | 66           | Toàn thế giới | [ 94 ]    |
| 2008 | $281.600.000   | $382.749.675                               | Madonna                           | Sticky & Sweet Tour             | 58           | Toàn thế giới | [ 55 ]    |
| 2009 | $311.637.730   | $425.087.979                               | U2                                | 360° Tour                       | 44           | Toàn thế giới | [ 52 ]    |
| 2010 | $201.100.000   | $269.872.333                               | Bon Jovi                          | The Circle Tour                 | 80           | Toàn thế giới | [ 95 ]    |
| 2011 | $293.281.487   | $381.526.242                               | U2                                | 360° Tour                       | 44           | Toàn thế giới | [ 54 ]    |
| 2012 | $305.158.363   | $388.978.496                               | Madonna                           | The MDNA Tour                   | 88           | Toàn thế giới | [ 42 ]    |
| 2013 | $259.500.000   | $326.006.143                               | Bon Jovi                          | Because We Can                  | 102          | Toàn thế giới | [ 96 ]    |
| 2014 | $290.000.000   | $358.484.678                               | One Direction                     | Where We Are Tour               | 69           | Toàn thế giới | [ 97 ]    |
| 2015 | $250.733.097   | $309.553.117                               | Taylor Swift                      | The 1989 World Tour             | 85           | Toàn thế giới | [ 98 ]    |
| 2016 | $268.300.000   | $327.153.383                               | Bruce Springsteen · E Street Band | River Tour                      | 76           | Toàn thế giới | [ 99 ]    |
| 2017 | $316.990.940   | $378.443.976                               | U2                                | The Joshua Tree Tour 2017       | 50           | Toàn thế giới | [ 100 ]   |
| 2018 | $432.400.000   | $503.912.748                               | Ed Sheeran                        | ÷ Tour                          | 94           | Toàn thế giới | [ 63 ]    |
| 2019 | $215.200.000   | $246.318.990                               | Pink                              | Beautiful Trauma World Tour     | 68           | Toàn thế giới | [ 76 ]    |
| 2020 | $87.100.000    | $87.100.000                                | Elton John                        | Farewell Yellow Brick Road      | 38           | Toàn thế giới | [ 68 ]    |
| 2021 | $115.500.000   | $124.733.759                               | The Rolling Stones                | No Filter Tour                  | 12           | Toàn thế giới | [ 101 ]   |
| 2022 | $342.192.313   | $342.192.313                               | Coldplay                          | Music of the Spheres World Tour | 64           | Toàn thế giới | [ 102 ]   |
| 2023 | $1.039.263.762 | $1.039.263.762                             | Taylor Swift                      | The Eras Tour                   | 60           | Toàn thế giới | [ 5 ]     |